# Сєвєрсталь (хокейний клуб)
Хокейний клуб «Сєвєрсталь» — хокейний клуб з м. Череповця, Росія. Заснований у 1956 році як «Будівельник», з 1958 по 1994 — «Металург», з 1994 — «Сєвєрсталь». Виступає у чемпіонаті Континентальної хокейної ліги. 
Срібний призер чемпіонату Росії (2003), бронзовий призер (2001).
Домашні ігри команда проводить у «Льодовому палаці» (6064). Офіційні кольори клубу чорний, жовтий і білий.